# Thomas Day (France)
Pour les articles homonymes, voir Thomas Day et Day.
Œuvres principales
- L'Instinct de l'équarrisseur
- Dragon

Thomas Day, de son vrai nom Gilles Dumay, né le 3 décembre 1971 à Paris, est un écrivain de science-fiction et fantasy et scénariste de bande dessinée de langue française.

## Biographie
Thomas Day débute en publiant des nouvelles dans plusieurs fanzines, puis dirige les trois numéros de l'anthologie Destination Crépuscule parus entre 1993 et 1995. Par la suite, il est publié dans la revue Bifrost et est fortement remarqué en 1998 pour son texte paru dans l'anthologie Escales sur l'horizon dirigée par Serge Lehman.
Il est aujourd'hui l'un des principaux contributeurs de la revue Bifrost dont il signe, entre autres, les critiques de revues. Il est de plus, sous le pseudonyme de Cid Vicious, l'un des fondateurs et membre du jury des Razzies, prix littéraire inspiré des Razzie Awards, publiés annuellement dans cette même revue.
Il a aujourd'hui à son actif une cinquantaine de nouvelles, et une dizaine de romans. Il mêle fréquemment des éléments fantastiques (fantasy) à ses récits, et se caractérise par son imaginaire documenté, souvent empreint de violence et de sexe.
Sous son vrai nom, il exerce les fonctions de directeur de collection : aux éditions Denoël, d'abord de Présence du futur (dont il fut l'ultime directeur) puis de Lunes d'encre de sa création en 1999 jusqu'en 2017. En septembre 2017, il annonce sa fonction de directeur de la nouvelle collection Imaginaire des éditions Albin Michel.

## Œuvres

### CycleLa Voie du sabre
1. La Voie du sabre, Gallimard, coll. « Folio SF » no 115, 2002Prix Julia-Verlanger 2003
2. L'Homme qui voulait tuer l'Empereur, Le Bélial', revue Bifrost no 32, 2003Réédition Gallimard, coll. « Folio SF » no 206, 2005

### Romans indépendants
- Les Cinq Derniers Contrats de Daemone Eraser, Le Bélial', 2001Réédition sous le titre Dæmone, Le Bélial, 2011 puis Gallimard, coll. « Folio SF » no 477, 2014
- Rêves de guerre, Mnémos, 2001
- L'École des assassins, Le Bélial', 2002Écrit avec Ugo Bellagamba.
- Nous rêvions d'Amérique, Baleine, 2002
- Resident Evil, Denoël, coll. « Lunes d'encre », 2002Novellisation du film homonyme
- L'Instinct de l'équarrisseur, Mnémos, 2002Mettant en scène Sherlock Holmes. Réédition Gallimard, coll. « Folio SF » no 188, 2004
- Le Double Corps du roi, 2003Écrit avec Ugo Bellagamba. Réédition Gallimard, coll. « Folio SF » no 278, 2007
- La Cité des crânes, Le Bélial', 2005
- Le Trône d’ébène, Le Bélial', 2007Prix Imaginales 2008, catégorie roman francophone, mettant en scène Chaka Zulu. Réédition Gallimard, coll. « Folio SF » no 370, 2010
- L'Automate de Nuremberg, Gallimard, coll. « Folio 2 € », 2008Réédition Le Bélial', coll. « Une heure-lumière » no 53, 2024, 112 p. (ISBN 978-2-38163-143-1)
- La Maison aux fenêtres de papier, Gallimard, coll. « Folio SF » no 331, 2009
- Du sel sous les paupières, Gallimard, coll. « Folio SF » no 421, 2012Grand prix de l'Imaginaire du meilleur roman francophone 2013
- Dragon, Le Bélial', coll. « Une heure-lumière » no 1, 2016

### Recueil de nouvelles
- Sympathies for the Devil, Le Bélial', 2000Réédition Gallimard, coll. « Folio SF » no 433, 2012
- Stairways to hell, Le Bélial', 2002
- This is not America, ActuSF, 2009
- Women in Chains, ActuSF, 2012[5]
- Sept secondes pour devenir un aigle, Le Bélial', 2013Grand prix de l'Imaginaire de la meilleure nouvelle francophone 2014. Réédition Gallimard, coll. « Folio SF » no 554, 2016

### Nouvelles
- Je suis l'ennemi, 1997Publiée dans Bifrost n° 6, paru aux éditions Le Bélial'.
- Le Dragon des brumes, 1998Publiée dans le recueil Fantasy paru aux éditions Fleuve noir.
- Forbach, 2016Publiée dans le recueil Gotland, paru aux éditions Le Bélial' et illustré par Nicolas Fructus.

### Bandes dessinées
- Wika, co-scénario avec Olivier Ledroit, éd. Glénat
  1. Wika et la fureur d'Obéron[6], mai 2014  (ISBN 978-2-7234-9804-3)
  2. Wika et les fées noires, mai 2016  (ISBN 978-2-344-00371-8)
  3. Wika et la gloire de Pan, octobre 2019  (ISBN 978-2-344-01932-0)
- Juste un peu de cendres (scénario), dessin et couleurs d'Aurélien Police, éd. Glénat, coll. Glénat comics, octobre 2017  (ISBN 978-2-344-01449-3)
- Macbeth roi d'Écosse
  1. Première partie : le livre des sorcières[7] (scénario), dessin et couleurs de Guillaume Sorel, Glénat, septembre 2019  (ISBN 978-2-344-02946-6)

### Autres
- Invasions 99, anthologie de dix-neuf nouvelles réunies par Thomas Day.